# 浚县
濬縣位于中華人民共和國河南省北部、黄河故道的北岸，是鹤壁市下辖的县。中部地势略高，两侧较平缓；属暖温带半湿润型季风气候；有卫河、淇河、共产主义渠，是浚县重要地表水资源。古称黎阳，是三国官渡之战的古战场。1994年被定为国家历史文化名城。县人民政府駐黎陽路62號。

## 歷史

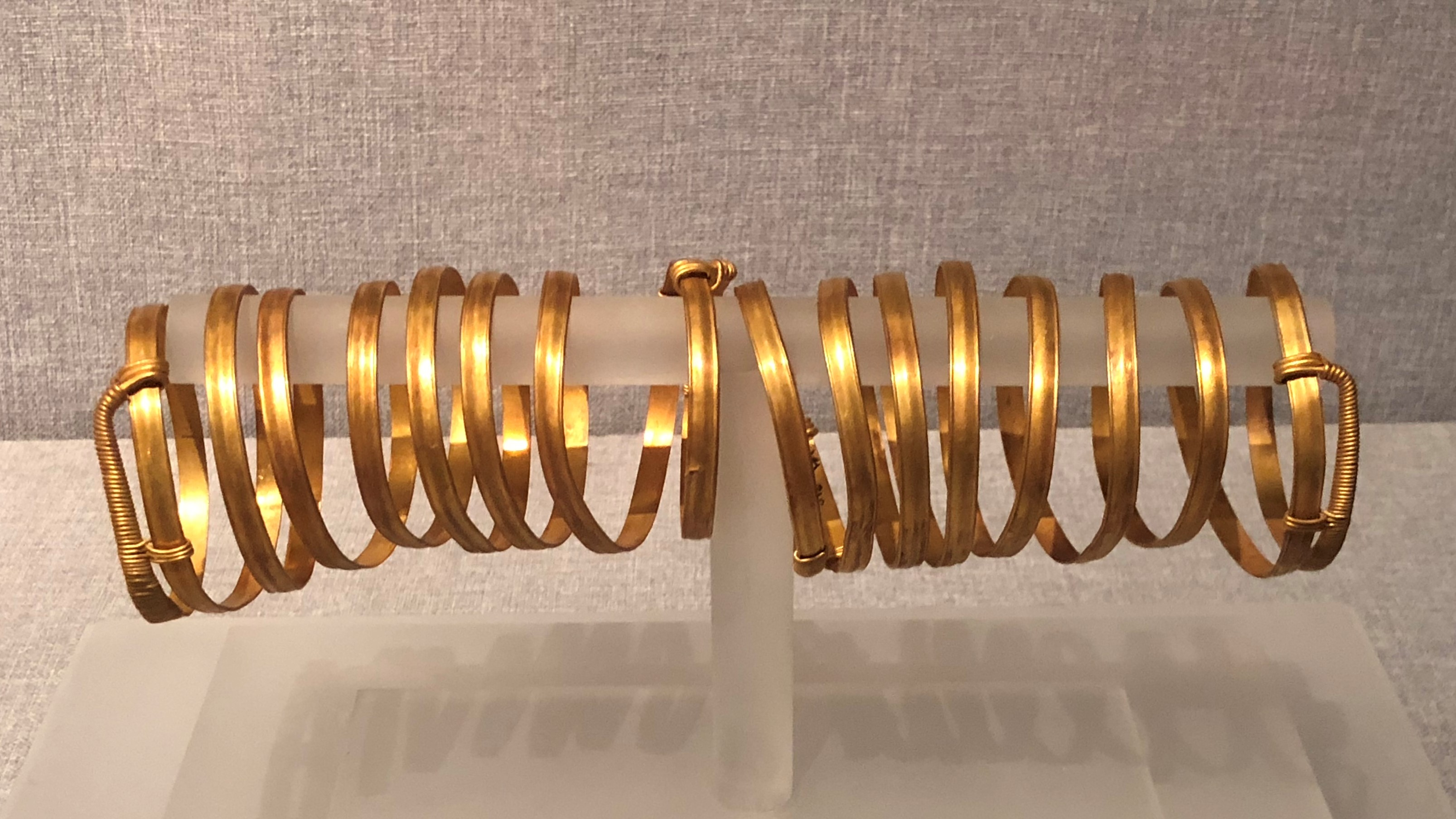
金臂钏，明代。浚县出土。

商代称为“黎”。西汉设黎阳县。东汉末年的官渡之战中，曹操军战胜了驻扎在这里的袁绍军从而统一黄河以北地区。东晋升为黎阳郡，北周改置黎州。宋代更名为濬州，以境内卫河与淇河汇流后曰浚水而得名。明代初年降为浚县。

## 人口
根據第七次人口普查數據，截至2020年11月1日零時，浚縣常住人口624728人。

## 地理
浚县境内河流众多，土地肥沃，地形以平原为主。县城建于明代，两侧有大伾山和浮丘山突兀而起，两山夹一城、“十里城池半入山”，是豫北一大胜景。古城历史上曾因卫河、淇河以及古黄河的多次溃决，而被淹没四次，但每次洪水退后都进行了重建。县城及周边两山上古迹众多，有文治阁、子贡祠、天宁寺、大石佛、碧霞宫、千佛寺石窟等百多处重要文物。
浚县大量出产优质石材，北京的十三陵、南京的中山陵在建设时，都使用了这里出产的石料。工业以轮胎橡胶工业和造纸印刷工业为主。盛产小麦以及玉米、大豆、花生等，特产蜂蜜、苹果和中药。

## 文化和旅游
浚县是河南省七个国家历史文化名城中唯一的县级单位。县城内两山（大伾山和浮丘山）对峙，一水（卫河）中流，以文治阁为中心，东西南北四条大街延伸。每年正月初九和正月十六会先后在两山举行盛大的社火表演，届时周围县乡百姓多登山祈福，成为豫北一大盛会。大伾山上大石佛为十六国时所建，高22米余，据专家考证为“北方最大，全国最早”，浮丘山有宫殿建筑群碧霞宫（俗称“老奶大殿”）和千佛寺石窟，均为全国重点文物保护单位。

## 行政区划
浚县下辖4个街道办事处、7个镇：
卫溪街道、浚州街道、黎阳街道、伾山街道、善堂镇、屯子镇、新镇镇、小河镇、卫贤镇、王庄镇和白寺镇。

## 交通
国家公路主干线 京港澳高速自北向南穿越浚县钜桥镇，设有浚县出口，鹤壁至濮阳高速公路穿越浚县北部。 230国道、 342国道、 515国道、省道永定线、大海线、浚南线、浚内线纵横县域内，经近年公路大力建设，均为一级公路。

## 经济
浚县工业不发达，没有较大的工业，农业发达，连续多年被评为小康县，小麦、玉米亩产很高。综合经济实力在河南处于中等偏下。